# Fresno FC
Der Fresno Football Club ist ein US-amerikanisches Fußball-Franchise der United Soccer League aus Fresno, Kalifornien.
Die Mannschaft nimmt seit der Saison 2018 an der United Soccer League teil.